# Autocensura
A autocensura é o ato de censurar o próprio discurso. Isto é feito por medo ou deferência às sensibilidades ou preferências (reais ou percebidas) dos outros e sem pressão aberta de qualquer autoridade ou instituição específica. A autocensura é frequentemente praticada por produtores de filmes, cineastas, editores, âncoras, jornalistas, músicos e outros tipos de autores, incluindo indivíduos que usam mídias sociais.
Em países autoritários, criadores de obras de arte podem remover material que seu governo possa achar controverso por medo de sanção. Em países capitalistas pluralistas, a legislação judicial repressiva também pode causar autocensura generalizada na mídia.
A autocensura também pode ocorrer para se adequar às expectativas do mercado. Por exemplo, o editor de um periódico pode, consciente ou inconscientemente, evitar tópicos que irritem anunciantes, clientes ou proprietários para proteger seu sustento diretamente (ou seja, medo de perder o emprego) ou indiretamente (por exemplo, uma crença que um livro será mais lucrativo se não contiver material ofensivo). Esse fenômeno é chamado de "censura branda".
O Artigo 19 da Declaração Universal dos Direitos Humanos garante a liberdade de expressão de todas as formas de censura. O Artigo 19 declara explicitamente que "todos têm o direito à liberdade de opinião e expressão; este direito inclui a liberdade de ter opiniões sem interferência e de buscar, receber e transmitir informações e ideias por qualquer meio e independentemente de fronteiras."